# Estézargues
Estézargues är en kommun i departementet Gard i regionen Occitanien i södra Frankrike. Kommunen ligger i kantonen Aramon som tillhör arrondissementet Nîmes. År 2022 hade Estézargues 605 invånare.

## Befolkningsutveckling
Antalet invånare i kommunen Estézargues
Referens:INSEE